# Chiesa della Beata Vergine della Neve (Tizzano Val Parma)
La chiesa della Beata Vergine della Neve è un luogo di culto cattolico dalle forme barocche situato in strada al Monte a Rusino, frazione di Tizzano Val Parma, in provincia e diocesi di Parma; è sede di una parrocchia compresa nella zona pastorale della Montagna.

## Storia
L'oratorio fu edificato nella seconda metà del XVI secolo e fu elevato a sede parrocchiale il 16 gennaio 1692. Tuttavia, la mancanza di risorse economiche non consentì il mantenimento continuativo di un sacerdote e in alcuni periodi le funzioni furono svolte dal parroco della chiesa di Santa Giuliana di Moragnano.
Nel 1942 la chiesa fu colpita dai bombardamenti alleati della seconda guerra mondiale; al termine del conflitto fu ricostruita nelle forme originarie.

## Descrizione

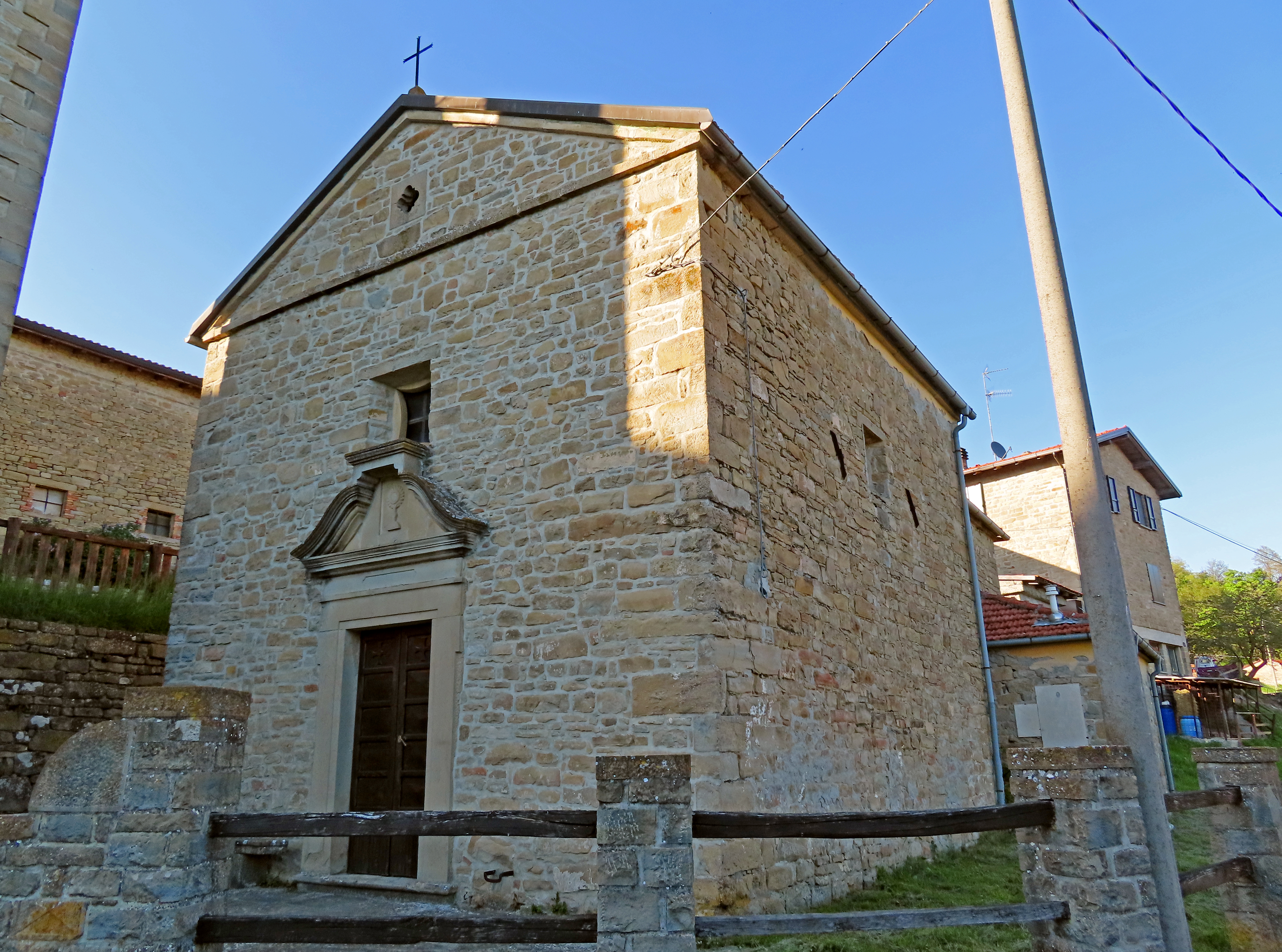
Facciata e lato sud

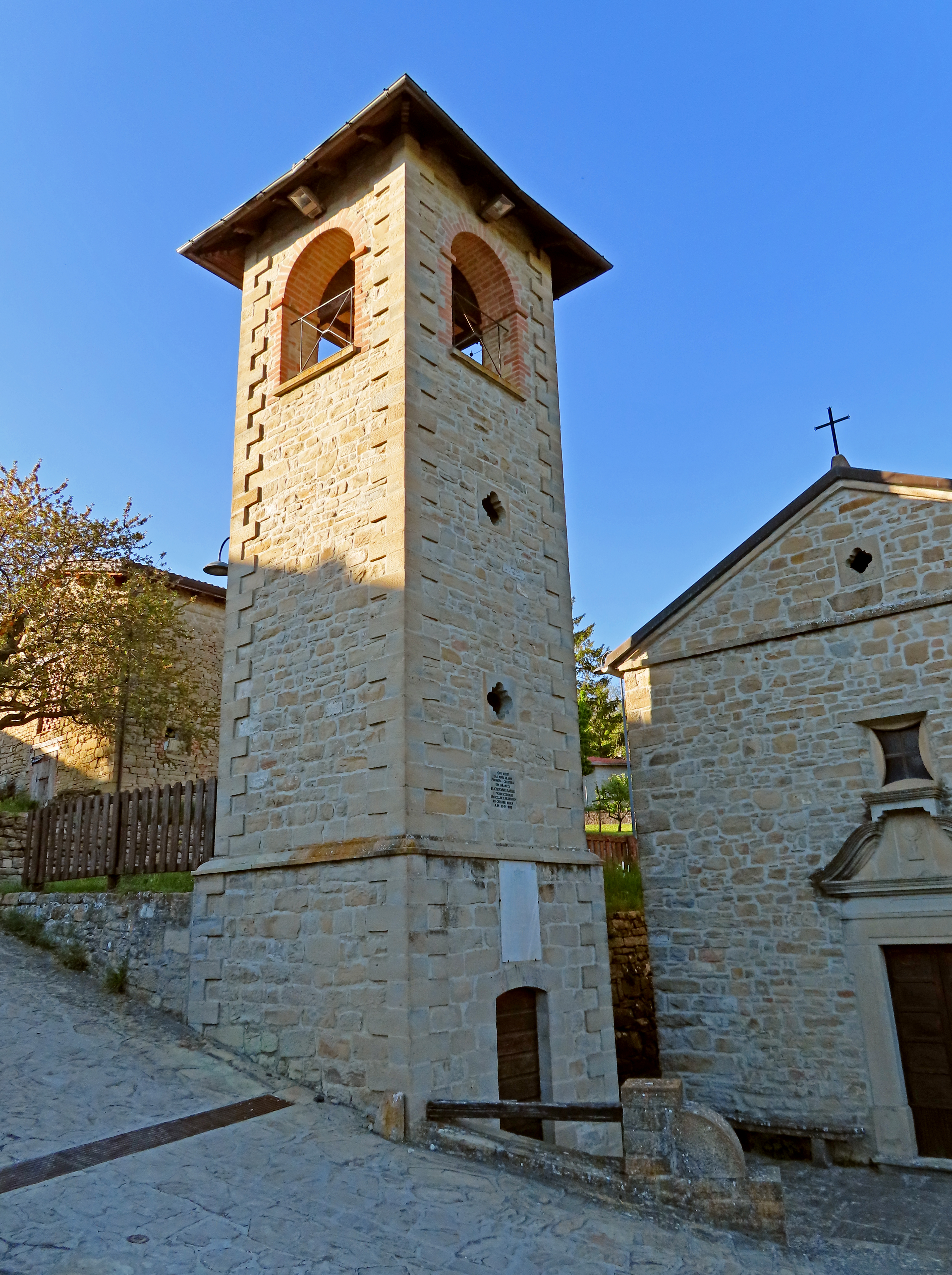
Campanile

La piccola chiesa si sviluppa su un impianto a navata unica, con ingresso a sud-ovest e presbiterio a nord-est.
La simmetrica facciata a capanna, interamente rivestita in pietra come il resto dell'edificio, è preceduta da un sagrato lastricato; al centro si apre l'ampio portale d'ingresso, delimitato da una cornice in pietra e sormontato da un frontone mistilineo, spezzato nel mezzo da una finestrella polilobata profondamente strombata; in sommità si staglia il frontone triangolare di coronamento, al cui interno è collocata una piccola apertura cruciforme.
Sulla sinistra si erge isolato il campanile in pietra, con spigoli rivestiti in bugnato; la cella campanaria si affaccia sulle quattro fronti attraverso monofore ad arco a tutto sesto.
All'interno la navata, coperta da una volta a botte intonacata, è decorata con un cornicione perimetrale modanato che si allunga in corrispondenza del piano di imposta della volta.
Il presbiterio, lievemente sopraelevato, è preceduto dall'arco trionfale a tutto sesto, retto da due pilastri in pietra ornati con due nicchie ad arco a tutto sesto aperte verso l'aula; l'ambiente, chiuso superiormente da una volta a botte lunettata ornata con affreschi, accoglie l'altare a mensa in pietra serena; sul fondo, tra due finestre rettangolari, è collocata all'interno di una nicchia la statua della Madonna della Neve.
La chiesa conserva un ovale raffigurante San Luigi Gonzaga, dipinto nella seconda metà del XVIII secolo.